# Ian Kirkpatrick
Ian Andrew Kirkpatrick (Gisborne, 24 de mayo de 1946) es un granjero y exrugbista neozelandés que se desempeñaba como ala. Representó a los All Blacks de 1967 a 1979 y fue su capitán.
Uno de los mejores jugadores de la historia, sobresalió por su estado físico y veloz juego. Desde 2014 es miembro del World Rugby Salón de la Fama.

## Biografía
En 1980 recibió, por parte de la reina Isabel II, la Orden del Imperio Británico por sus servicios al rugby. En 2003 fue investido al, ahora derogado, Salón de la Fama del Rugby.
De 2005 a 2010 se desempeñó como mentor de los Hurricanes, franquicia del Súper Rugby. En mayo de 2020 fue nombrado patrocinador del rugby de Nueva Zelanda tras la muerte de Brian Lochore. En una entrevista con el sitio web de noticias Stuff ese mismo mes, Kirkpatrick expresó sus preocupaciones por el bienestar físico de los rugbistas modernos.

## Carrera
Debutó en la primera de Poverty Bay Rugby en 1966, sobresalió inmediatamente y la temporada siguiente se unió a Canterbury, equipo que lo invitó y con el cual jugaría hasta 1969. Regresó a Poverty en 1970 y allí se quedó por el resto de su carrera.
En 1971 fue seleccionado a World XV para celebrar el centenario de la Rugby Football Union y jugó ante Inglaterra, anotando dos tries para la victoria 11–28 en el mítico Estadio de Twickenham.
Es también el único hombre que capitaneó ambas islas en Norte vs. Sur. En 1969 como jugador de Canterbury y con solo 23 años lideró a la Sur, mientras que en 1972 y como miembro de Poverty lo hizo para la Norte.

## Selección nacional
El técnico Fred Allen lo convocó a los All Blacks en 1967 y debutó contra Les Bleus. Jugaría 38 pruebas consecutivas y sería el nuevo récord de Nueva Zelanda.
En la gira de 1968 se convirtió en el primer All Black en ser utilizado como suplente de acuerdo con las nuevas reglas, su único calentamiento fue bajar las escaleras desde los asientos de reserva y anotó un triplete de tries. Sucedió en la primera prueba contra los Wallabies, un partido recordado por el tackle salvajemente ilegal de Colin Meads al medio scrum Ken Catchpole y la rotura de pulgar de Brian Lochore como venganza australiana; que fue sustituido por Kirkpatrick.
Durante la Gira de los Leones Británico-Irlandeses 1971, en el Lancaster Park por la segunda prueba, marcó uno de sus tries más famosos y contra los Leones. Kirkpatrick se desprendió de un maul e inició una carrera solitaria de 55 metros; se quitó al primer rival con un hand off, esquivó la segunda marca, tres rivales no pudieron alcanzarlo y anotó en la bandera.
Fue nombrado capitán en 1972 y lideró la brillante visita a Europa 1972–73. En la gira Kirkpatrick tomo la drástica decisión de expulsar a Keith Murdoch del seleccionado, por golpear a un vigilante de seguridad, terminando la carrera del pilar y luego la llamó uno de sus remordimientos más grandes.

## Estilo de juego
Descrito como «sumamente atlético, rápido, osado y con un extraño sentido de anticipación». Su habilidad para anotar tries fue asombrosa; en el momento en que Kirkpatrick jugaba rugby, era raro que los forwards anotaran tries, pero sus 16 tries fueron un récord de los All Blacks hasta que Stu Wilson lo superó en 1983.